# Landgericht Neubrandenburg

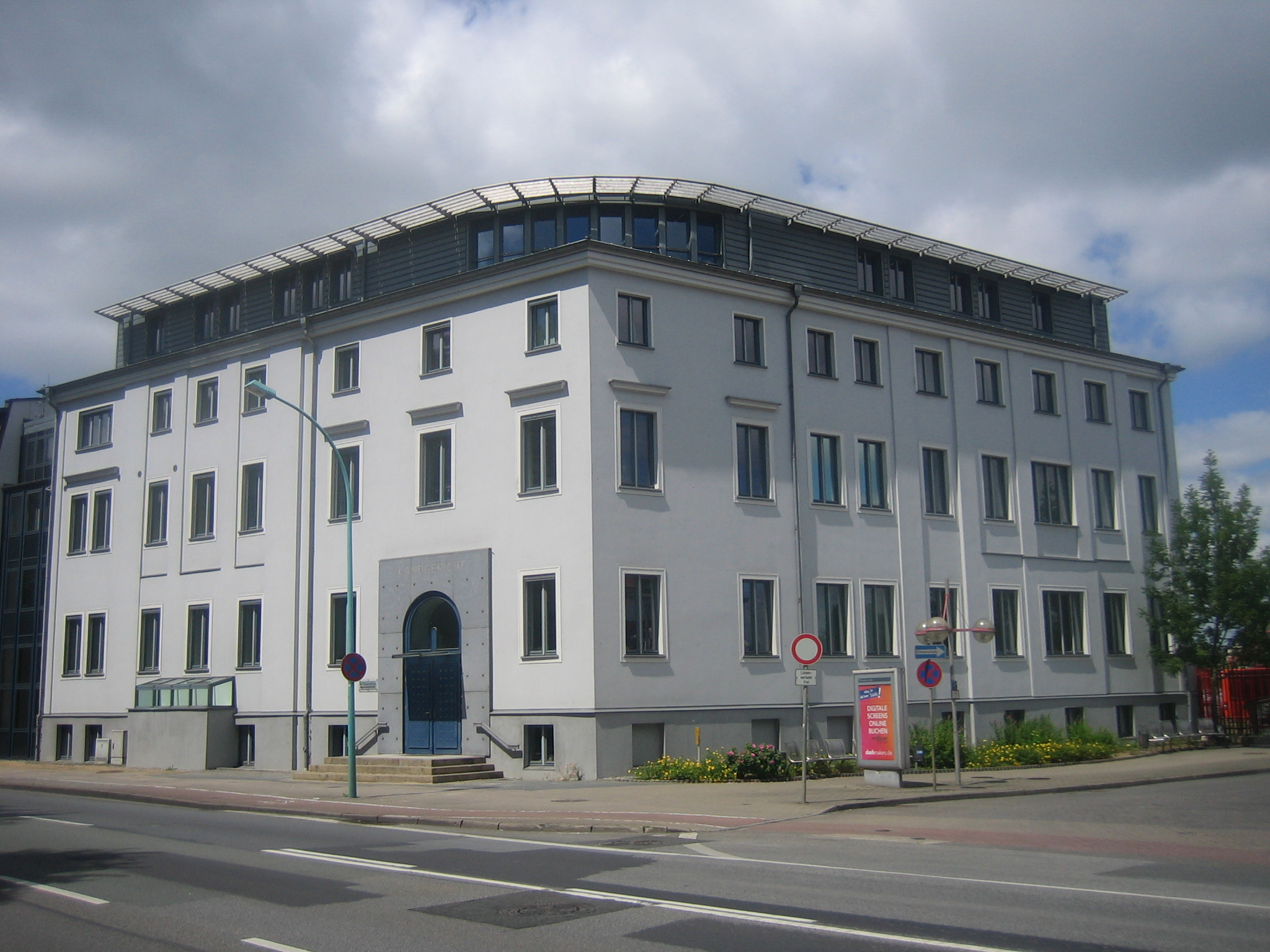
Justizzentrum Neubrandenburg, Sitz des Landgerichts

Das Landgericht Neubrandenburg ist ein Gericht der ordentlichen Gerichtsbarkeit und eines von vier Landgerichten im Bezirk des Oberlandesgerichts Rostock.

## Gerichtssitz und -bezirk
Das Gericht hat seinen Sitz in Neubrandenburg.
Der Gerichtsbezirk umfasst die Bezirke der Amtsgerichte Neubrandenburg, Pasewalk und Waren (Müritz).
| Gerichtsbezirk             | Fläche       | Einwohnerzahl |
| -------------------------- | ------------ | ------------- |
| Amtsgericht Neubrandenburg | 2.859,79 km2 | 162.927       |
| Amtsgericht Pasewalk       | 1.956,78 km2 | 85.057        |
| Amtsgericht Waren (Müritz) | 2.610,39 km2 | 98.684        |
| Landgericht Neubrandenburg | 7.426,96 km2 | 346.668       |

## Gebäude
Das Gerichtsgebäude Friedrich-Engels-Ring 15–18, Neubrandenburg beherbergt das Justizzentrum. Es befindet sich in der Nähe des Bahnhofes.

## Über- und nachgeordnete Gerichte
Dem Landgericht Neubrandenburg sind das Oberlandesgericht Rostock und der Bundesgerichtshof (BGH) übergeordnet. Nachgeordnet sind die Amtsgerichte Neubrandenburg, Pasewalk und Waren (Müritz).

## Staatsanwaltschaft

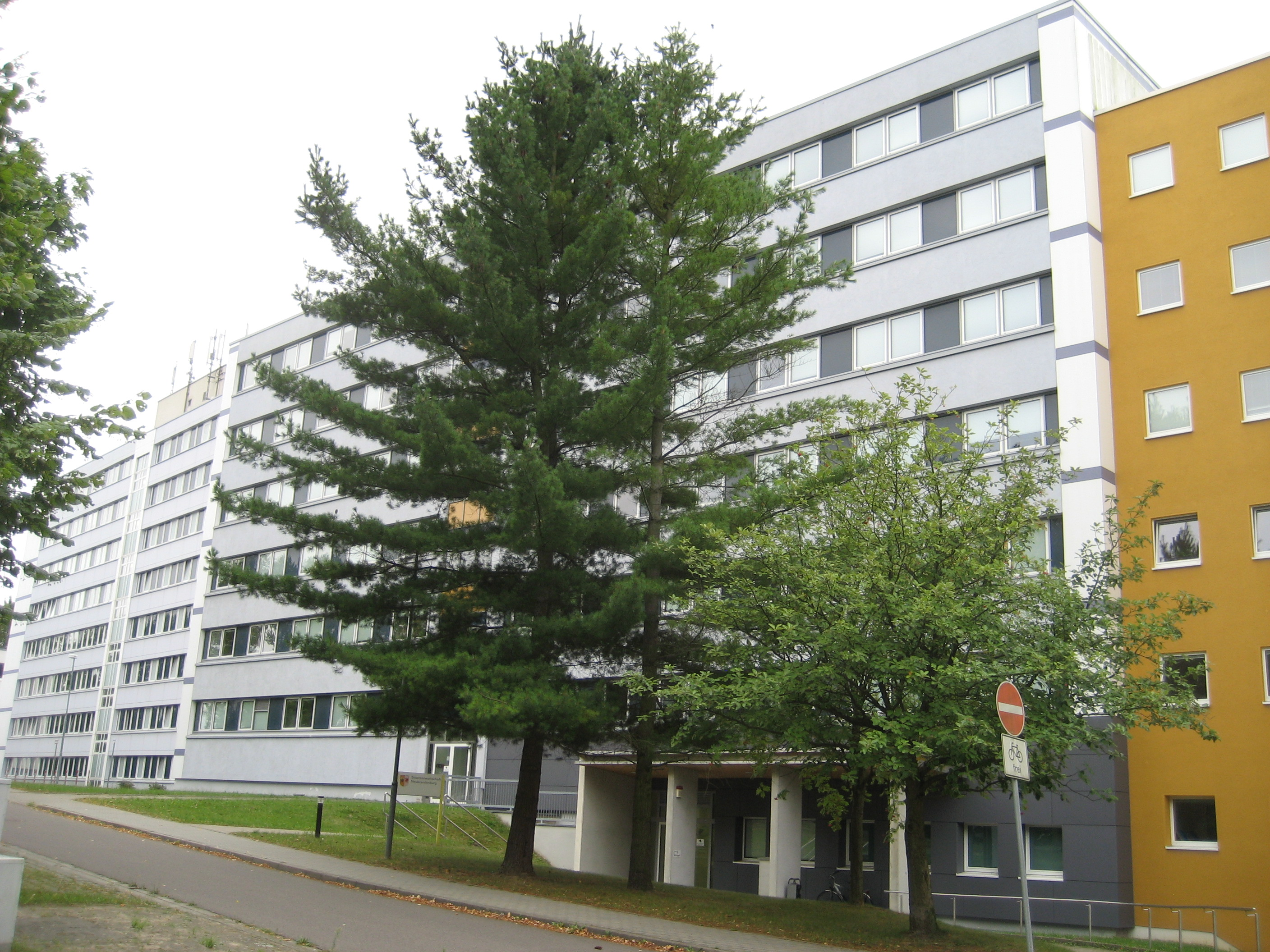
Gebäude der Staatsanwaltschaft Neubrandenburg

Die beim Landgericht Neubrandenburg eingerichtete Staatsanwaltschaft Neubrandenburg ist für den gesamten Landgerichtsbezirk zuständig. Untergebracht ist sie im Behördenzentrum in der Neustrelitzer Straße 120. In direkter Nähe befindet sich die mittlerweile geschlossene Justizvollzugsanstalt Neubrandenburg.